# Tuck Tucker
Pour les articles homonymes, voir Tucker.
Tuck Tucker est un scénariste, réalisateur, artiste et directeur de storyboards américain.

## Filmographie

### Scénario
- 2005 : Camp Lazlo (TV)
- 2006-2007 : Bob l'éponge (TV)

### Réalisation
- 1996-1999 : Hé Arnold ! (TV)
- 2002 : Hé Arnold !, le film (Hey Arnold!: The Movie)
- 2004 : Party Wagon (TV)
- 2005 : Drawn Together (TV)
- 2005 : Family Guy Presents Stewie Griffin: The Untold Story (vidéo) (assistant réalisateur)

### Storyboard
- 1988 : ALF Tales (TV)
- 1988-1989 : ALF: The Animated Series (TV)
- 1990 : Les Simpson (TV)
- 1994 : Les Razmoket (TV)
- 1994 : Drôles de Monstres (TV)
- 1996 : Hey Arnold!: 24 Hours to Live (TV)
- 1996-1999 : Hé Arnold ! (TV)
- 2004 : Party Wagon (TV)
- 2005 : Camp Lazlo (TV)
- 2006-2007 : Bob l'éponge (TV)
- 2008 : Super Bizz (TV)

### Diverses équipes
- 1989 : La Petite Sirène
- 1990-1992 : Les Simpson (TV) : Maquettiste personnages / synchroniseur d'animation
- 1991 : Les Razmoket (TV) : Maquettiste personnages
- 1996 : Hey Arnold!: 24 Hours to Live (TV) : directeur superviseur / artiste agencement
- 1997 : The What a Cartoon Show : artiste agencement
- 1999 : Hé Arnold ! (TV) : directeur superviseur
- 2002 : Jimmy Neutron (TV) : consultant créateur
- 2004 : Party Wagon (TV) : dessin des personnages / prop design
- 2004 : The Jimmy Timmy Power Hour (TV) : consultant créateur
- 2004 : Jimmy Neutron: Win, Lose and Kaboom (TV) : consultant créateur
- 2006 : The Jimmy Timmy Power Hour 2: When Nerds Collide (TV) : consultant créateur